# Brachyspira pilosicoli
Brachyspira pilosicoli es una bacteria anaerobia gramnegativa, con forma de espiral. Pertenece a la familia Brachyspiraceae o Serpulinaceae. La bacteria está enrollada sin apretar y mide entre 6 y 11 µm de largo. Tiene varios flagelos, insertados en cada polo de la célula y una pared celular de Lipopolisacáridos. Causa espiroquetasis intestinal en cerdos, pollos y personas, y también se ha aislado en otras especies como perros, roedores y caballos. Causa una infección zoonótica en humanos y se cree que la infección se origina en los perros.

## Ciclo de vida y patogenia
La infección de Brachyspira pilosicoli se adquiere por vía fecal-oral, una vez en el tracto digestivo, la bacteria invade sus células diana en el intestino grueso provocando edema, hemorragia y la infiltración por células inflamatorias. Las consecuencias de esto son el desprendimiento de células hacia el lumen intestinal, malabsorción y diarrea secretora que puede durar hasta dos semanas.

## Enfermedades que causa
Brachyspira pilosicoli es la causa de la espiroquetosis intestinal porcina.[cita requerida] La presencia de espiroquetas en la diarrea gris-rosada es diagnóstica.[cita requerida]

## Potencial zoonótico
Las espiroquetas anaeróbicas del género Brachyspira asociadas al hospedador colonizan la cavidad oral, el tracto intestinal y la región genital de animales y humanos. La principal especie de importancia veterinaria es Brachyspira hyodysenteriae, el agente causante de la disentería porcina. Sin embargo, otros organismos de este grupo se han asociado con enfermedades en animales, incluido Brachyspira pilosicoli, un agente causante de la espiroquetosis intestinal porcina. Mientras que la mayoría de las Brachyspira tienen un rango de huéspedes restringido, B. pilosicoli coloniza una variedad de animales domésticos, incluidos cerdos, pollos y perros, así como aves silvestres, roedores y humanos. En particular, B. pilosicoli se ha descrito como un patógeno colónico importante de cerdos y pollos, que causa colitis y diarrea, lo que da como resultado tasas de crecimiento reducidas y producción deficiente en granjas donde las infecciones por B. pilosicoli pueden ser endémicas.
Además, B. pilosicoli se asocia con enfermedades clínicas en infecciones humanas, por lo que tiene implicaciones para la salud pública.
Se han descrito informes de casos humanos de espiroquetosis por B. pilosicoli, lo que sugiere que los individuos colonizados con B. pilosicoli pueden desarrollar colitis focal y diarrea crónica, con dolor abdominal, flatulencia, sangrado gastrointestinal, secreción rectal, diarrea acuosa y pseudoapendicitis. El examen colonoscópico a menudo revela una mucosa de apariencia normal. 
Sin embargo, se notificaron cambios edematosos y eritematosos en la mucosa. Después de la aparición de cualquier síntoma, la espiroquetosis intestinal se confirma mediante biopsia. En general, la espiroquetosis intestinal humana con B. pilosicoli es relativamente poco común y existe un debate con respecto a su importancia clínica, ya que la mayoría de los casos son asintomáticos. 
La incidencia de la colonización se asocia con condiciones de hacinamiento y antihigiénicas en países en desarrollo y en poblaciones específicas como los aborígenes australianos, así como entre hombres homosexuales y pacientes VIH+ en países occidentales. De los que ya estaban colonizados, se ha observado espiroquetemia en individuos con una defensa inmunitaria deteriorada o lesión de la mucosa gastrointestinal. Otras pruebas de la patogenicidad de B. pilosicoli incluyen casos humanos de infección hepática invasiva y hepatitis en personas con enfermedades crónicas o inmunodeprimidas en las que es probable que la espiroquetemia haya sido secundaria a la inmunosupresión. Estos casos son probablemente ejemplos de infecciones humanas por B. pilosicoli patógeno de poblaciones de comensales entéricos como consecuencia de una mayor virulencia de microorganismos o una disminución de las defensas del huésped. No está claro en qué medida la espiroquetemia puede contribuir a los signos clínicos en estos pacientes, aunque algunos pacientes han mostrado insuficiencia multiorgánica. Sin embargo la espiroquetemia también parece ser un fenómeno relativamente raro en individuos en los que se ha observado transporte fecal.